# Ecosia
Ecosia este un motor de căutare cu sediul în Berlin, Germania. Compania utilizează energie regenerabilă pentru a-și alimenta serverele și își investește profiturile în proiecte de plantare de copaci, cu scopul de a absorbi mai mult CO2 decât emite.

## Istoric
Ecosia a fost lansat pe 7 decembrie 2009 pentru a coincide cu discuțiile ONU privind schimbările climatice de la Copenhaga. De-a lungul timpului, Ecosia a sprijinit diverse programe de plantare a copacilor. Până în decembrie 2010, fondurile Ecosia au mers la un program WWF Germania care a protejat Parcul Național Juruena în bazinul Amazonului. Pentru a proteja această zonă, organizatorii au elaborat și finanțat planuri cu companii de cherestea și comunități locale.

## Motorul de căutare

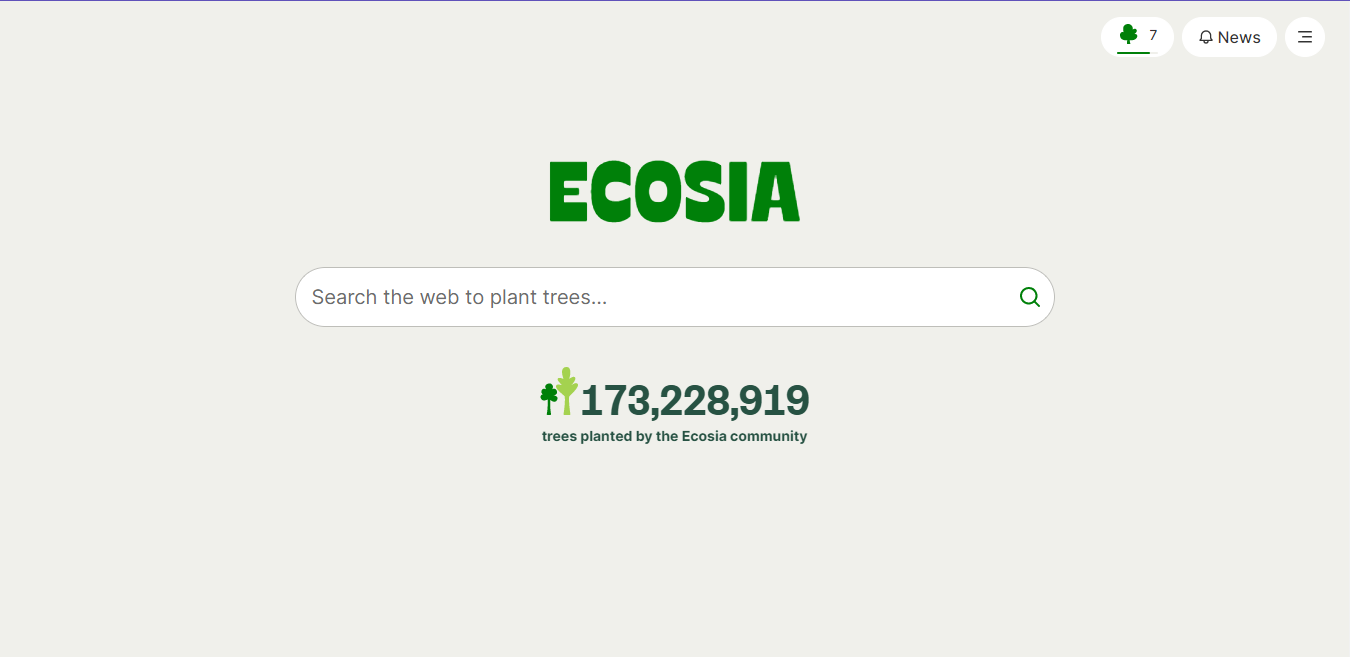
Site-ul web Ecosia care afișează contorul de copaci, 1 mai 2023

La lansare, motorul de căutare a oferit o combinație de rezultate ale căutării de la Yahoo! și tehnologii de la Microsoft Bing și Wikipedia. Anunțurile au fost livrate de Yahoo! ca parte a unui acord de împărțire a veniturilor cu compania.
Rezultatele căutării Ecosia sunt furnizate de Bing din 2017. Anunțurile furnizate de Microsoft Advertising apar alături de rezultatele căutării, iar în 2022 Ecosia a declarat că câștigă „câțiva cenți” la fiecare clic pe un anunț, precum și o parte din prețul unei achiziții făcute prin intermediul unui link afiliat. Rezultatele căutării cu Google au fost adăugate în septembrie 2023.
Potrivit Ecosia, căutările sunt criptate cu HTTPS standard și nu sunt stocate permanent, nici datele nu sunt vândute agenților de publicitate terță parte. Compania declară în politica sa de confidențialitate că nu creează profiluri personale bazate pe istoricul căutărilor sau utilizează instrumente externe de urmărire.

## Modelul de afaceri

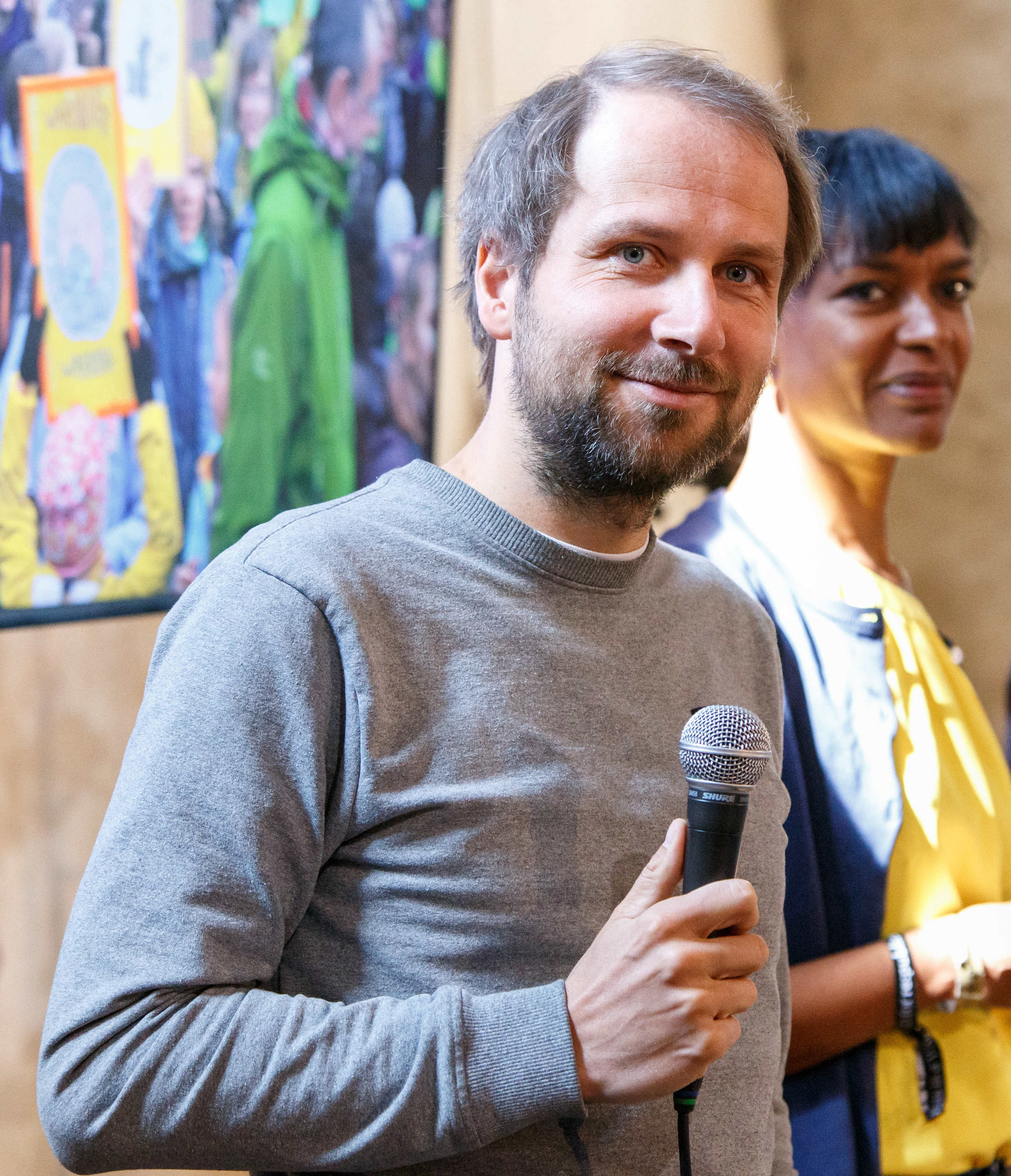
Christian Kroll, fondatorul Ecosia, în 2019

Ecosia utilizează 80% din profiturile sale (47,1% din venituri) din veniturile din publicitate pentru a sprijini proiectele de plantare a copacilor. În octombrie 2018, fondatorul Christian Kroll a anunțat că a donat o parte din acțiunile sale Fundației Purpose. Ca urmare, Kroll și co-proprietarul Ecosia, Tim Schumacher, au renunțat la dreptul de a vinde sau de a lua orice profit din companie.
Într-un articol publicat în mai 2021 de Handelsblatt, cifrele, de exemplu, din luna martie au arătat venituri de 1.969.440 de euro, în timp ce cea mai mare cheltuială a fost pentru „arbori” la 789.113 euro, înaintea celei de-a doua cele mai mari cheltuieli, cheltuielile de exploatare, la 543.425 de euro. Utilizatorii care introduc un cuvânt cheie în Ecosia văd în esență aceleași rezultate ca și prin Bing, inclusiv anunțurile. Când cineva face clic pe un anunț în Ecosia, Microsoft câștigă bani, potrivit lui Kroll, dar Ecosia primește o mare parte din vânzări. Kroll a declarat pentru Handelsblatt că nu are voie să dezvăluie procentul exact. Cheltuielile de 789.113 de euro pentru luna martie 2021 au reprezentat 80% din profiturile viitoare ale acelei luni.
Microsoft primește venituri de la Ecosia, ceea ce presupune îndepărtarea clienților de Google, iar Ecosia își poate păstra investițiile în infrastructură mici prin utilizarea implementării existente a Bing. În martie 2021, compania cu 82 de angajați a cheltuit doar 73,000 de euro pe servere și software, în comparație cu 381,000 euro pentru costurile de personal.
În ianuarie 2023, Ecosia a gestionat 0,29% din solicitările de căutare din Europa, în urma celor de la DuckDuckGo de 0,53%, Bing de 3,65%, și Google de 92,23%.

### Investiții
În octombrie 2020, Ecosia a anunțat că a cumpărat o participație de 20% în compania de carduri de debit TreeCard. Aceștia au planificat să lanseze un nou card de debit în 2021, în parteneriat cu Mastercard. Cardurile produse de TreeCard sunt fabricate din lemn de cireș britanic în loc de plasticul obișnuit găsit în majoritatea celorlalte carduri de debit. Ecosia intenționa să trimită 80% din profiturile sale provenite de la carduri către proiectele globale de reîmpădurire.
Pe 28 iunie 2022, Ecosia a introdus freetree, o extensie de browser care permite utilizatorilor să planteze copaci în timp ce fac cumpărături online. Programul de recomandare pe bază de comision al Freetree funcționează prin acordarea unui procent mic (în jur de 2–3%) din vânzările nete către referent atunci când un client recomandat face o achiziție. Cea mai mare parte a acestei comisii se îndreaptă direct către plantarea copacilor în proiectele de reîmpădurire Ecosia, în timp ce o mică parte este folosită pentru dezvoltarea și operarea freetree, precum și eforturile de marketing pentru a atrage mai mulți participanți.
În 2023, Ecosia a înființat, de asemenea, un incubator pentru agricultura regenerativă, a investit în soluții tehnologice climatice și și-a diversificat furnizorii de căutare pentru o experiență îmbunătățită de căutare.

## Impact
Ecosia este certificată B Lab, după ce și-a îndeplinit standardele de responsabilitate, durabilitate și performanță. La 1 februarie 2024, compania susținea că a plantat mai mult de 200 de milioane de copaci de la înființarea sa. Compania este certificată din aprilie 2014.

Harta țărilor în care Ecosia plantează copaci începând cu 2021

Până în iulie 2020, Ecosia a depășit 100 de milioane de copaci plantați în total, rezultând în eliminarea a peste 50.000 de tone metrice de CO2 din atmosferă în fiecare lună. În iunie 2022, Ecosia a depășit 150 de milioane de copaci plantați. A fost raportat în aceeași lună că Ecosia, în medie, a reușit să finanțeze plantarea unui copac la fiecare 0,8 secunde – în medie 75 pe minut sau 108.000 pe zi – cu veniturile obținute din publicitate.
Conform celor de la Ecosia, vorbind în 2021, fiecare căutare îndepărtează 1 kg de CO2 din atmosferă.

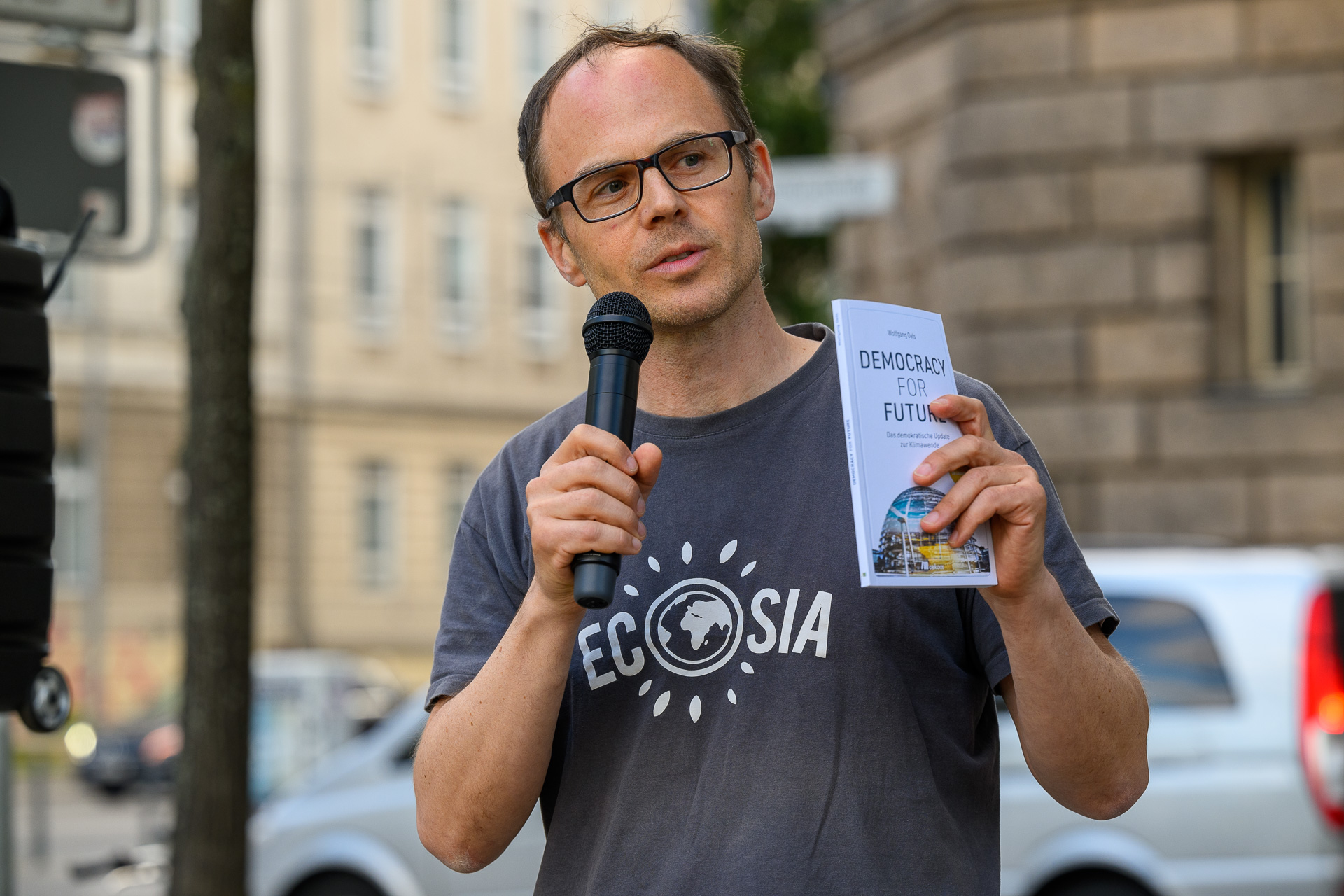
Wolfgang Oels, director de operațiuni al Ecosia, discutând la evenimentul KlimaAfterWork din 2022

Un articol din Ethical Consumer a examinat Ecosia și relația sa cu furnizorul său de căutare, Bing. Oferind Ecosia un „Ethiscore” de 11, spre deosebire de Google (5.5) și Microsoft Bing (6.5), Ethical Consumer a constatat că Ecosia este superioară celorlalte companii de motoare de căutare pe care le-a analizat, dar a marcat-o în jos în șapte categorii pentru relația sa cu Microsoft (cel mai mic scor din acele categorii). Ethical Consumer a făcut un punct de clarificare că nu căutările reale conduc la plantarea copacilor, ci direcționarea automată a utilizatorilor motoarelor de căutare la anunțuri, și a cerut o transparență îmbunătățită cu privire la relația sa cu Microsoft Bing.

## Browsere
Ecosia este disponibil pe Google Chrome, Firefox, Safari, Microsoft Edge, și alte browsere ca un motor de căutare implicit prin descărcarea extensiei de la Magazinul web Chrome sau site-ul Add-on Mozilla, printre altele. Pentru telefoanele mobile, Ecosia are propria aplicație de navigare web bazată pe Chromium în Google Play Store și App Store.
Începând cu 26 ianuarie 2016, cu lansarea versiunii 26, browserul web Pale Moon a inclus Ecosia ca motor de căutare implicit, la fel ca și browserul web Polarity de la lansarea sa pe 15 februarie 2016. Ecosia a fost, de asemenea, pentru scurt timp, motorul de căutare implicit al browser-ului web Waterfox începând cu versiunea 44.0.2. Și Vivaldi a inclus Ecosia ca opțiune pentru motor de căutare implicit de la lansarea versiunii 1.9. Începând cu martie 2018, Firefox 59.0 a adăugat Ecosia ca opțiune de motor de căutare pentru versiunea germană.
Pe 12 august 2019, Ecosia a anunțat că nu va participa la licitația "search-choice" care va apărea pe dispozitivele Android condusă de Google. Acest lucru a însemnat că în 2020, utilizatorii europeni de telefoane Android nu au avut opțiunea de a seta Ecosia ca motor de căutare implicit. Christian Kroll a explicat decizia de boicot, spunând, „Suntem profund dezamăgiți că Google a decis să-și exploateze poziția dominantă pe piață în acest fel. În loc să ofere acces larg și echitabil, Google a ales să dea discriminării o formă diferită și să facă pe toată lumea să plătească, ceea ce nu putem accepta”.
Începând cu 12 martie 2020, Ecosia a fost inclusă ca opțiune implicită pentru motorul de căutare în Google Chrome în 47 de piețe, pentru prima dată când un motor non-profit a apărut ca o alegere pentru utilizatori. Pe 14 decembrie 2020, browserul web Safari al Apple a adăugat Ecosia ca opțiune de motor de căutare în macOS Big Sur 11.1 și iOS/iPadOS 14.3. La 28 ianuarie 2021, Ecosia a devenit un motor de căutare oficial pe browserul Brave ca urmare a unui parteneriat anunțat în acea zi de ambele companii.
Pe 22 aprilie 2024, Ecosia a lansat propriul browser web bazat pe Chromium pentru utilizatorii de desktop. Compania a început, de asemenea, să promoveze link-uri de afiliere pentru a colecta venituri din achizițiile utilizatorilor pe site-uri cum ar fi Amazon.